# Качалкина, Юлия Алексеевна
Юлия Алексеевна Качалкина (паспортная фамилия — Селиванова), (род. 10 июля 1982, г.Москва) — российский литературный критик, редактор, переводчик, поэтесса. В настоящий момент является начальником отдела современной российской прозы крупнейшего издательства «Эксмо»

## Биография
Окончила факультет журналистики МГУ им. М. В. Ломоносова. Работала в газете «НГ Ex Libris».
С 2004 г. в журнале «Октябрь», заведовала отделом публицистики. С 2007 по 2015 год — в издательстве «Эксмо», работала ведущим редактором современной русской прозы. Продолжила сотрудничество с «Эксмо» в 2018 году.
C 2003 печатается как поэт и критик в журналах «Октябрь», «Знамя», «Дружба народов», «Арион» и др.

## Семья
Супруг — Евгений Алексеевич Селиванов, руководитель «ЛитРес:  Платформа».
Есть дочь.

## Премии и награды
- 2016 — Лауреат премии Тома Стоппарда за пьесу «Редакция».[3]

### Номинации
Длинный список премии «Дебют» за роман «Источник солнца».